# Manifesto de Brunswick

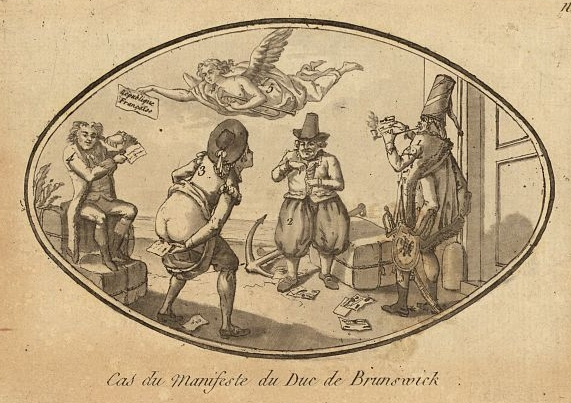
Caricatura anônima que descreve o tratamento dado ao Manifesto de Brunswick pela população francesa

O Manifesto de Brunswick, ou, na sua forma portuguesa, de Brunsvique,  foi uma proclamação emitida por Carlos Guilherme Fernando, Duque de Brunsvique-Volfembutel, comandante do Exército Aliado (principalmente austríaco e prussiano), em 25 de julho de 1792 para a população de Paris, França, durante a Guerra da Primeira Coalizão. O Manifesto de Brunswick ameaçou que se a família real francesa fosse prejudicada, os civis franceses seriam prejudicados. Foi dito que foi uma medida destinada a intimidar Paris, mas ao invés disso ajudou a impulsionar a Revolução Francesa cada vez mais radical e finalmente levou à guerra entre a França revolucionária e as monarquias contra-revolucionárias.

## Antecedentes
Em 20 de abril de 1792, a França revolucionária declarou guerra à Áustria.
Em 28 de abril, a França invadiu a Holanda austríaca (praticamente a atual Bélgica). A Prússia entrou na guerra contra a França.
Em 30 de julho, a Áustria e a Prússia iniciaram uma invasão da França, na esperança de ocupar Paris.

## Manifesto de Brunswick
Em 25 de julho, o Duque de Brunsvique-Volfembutel emitiu o Manifesto de Brunswick. O manifesto prometia que, se a família real francesa não fosse prejudicada, os Aliados não prejudicariam os civis franceses nem saqueariam. No entanto, se atos de violência ou atos para humilhar a família real francesa fossem cometidos, os Aliados ameaçaram queimar Paris até o chão. O manifesto foi escrito principalmente por Luís V José de Bourbon-Condé, o líder de um grande corpo de emigrados franceses no exército de Brunswick, e pretendia intimidar Paris à submissão. Brunswick manteve uma correspondência secreta com Luís XVI e Maria Antonieta, e dois dias antes de tornar público o Manifesto, ele enviou uma cópia ao Palácio das Tulherias, e tanto o rei quanto a rainha a aprovaram.
Em 1º de agosto, a notícia do manifesto começou a se espalhar por Paris. Muitos acreditavam que o Manifesto de Brunswick era a prova final de que Luís XVI estava colaborando com os Aliados.
Também em 1° de agosto, as forças prussianas cruzaram o Reno perto de Coblenz; consequentemente, a Assembleia Nacional Francesa ordenou que os cidadãos se preparassem para a guerra.

## Impacto
A tradição historiográfica prevalecente sugere que o Manifesto de Brunswick, em vez de intimidar a população à submissão, o enviou a uma ação furiosa e criou medo e raiva contra os Aliados. Também estimulou os revolucionários a tomarem novas medidas, organizando uma revolta - em 10 de agosto, o Palácio das Tulherias foi assaltado em uma batalha sangrenta com guardas suíços que o protegiam, cujos sobreviventes foram massacrados pela multidão. No final de agosto e início de setembro, os franceses foram derrotados em escaramuças com o exército aliado, mas em 20 de setembro, os franceses triunfaram na Batalha de Valmy. Após sua derrota, o exército prussiano retirou-se da França.
Pesquisas recentes, no entanto, argumentam que o Manifesto de Brunswick não teve quase o impacto sobre os revolucionários sugerido em material de origem anterior. Em primeiro lugar, a opinião sobre o que constituiu um inimigo externo entre a esquerda radical francesa era totalmente trivial, tanto antes como depois da publicação do manifesto; sua atenção permaneceu firmemente focada na ameaça interna: a monarquia francesa. Em segundo lugar, o registro literário e artístico do verão de 1792 sugere que Brunswick não criou medo ou raiva, mas sim humor; Os cartunistas franceses, em particular, satirizaram Brunswick e seu manifesto com grande vigor. Por último, os franceses se recusaram a levar o Manifesto de Brunswick a sério em qualquer aspecto, acreditando que ele não era autêntico. Essa determinação surgiu do que eles acreditavam ser sua ilegalidade, desrespeito à lei da guerra e negação da soberania nacional.